# Liste des îles de Nouvelle-Calédonie

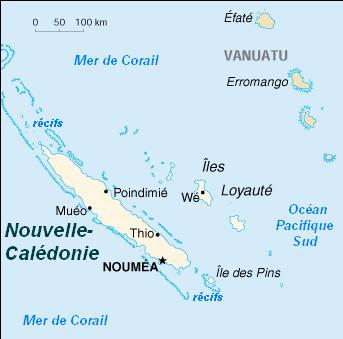
Carte des îles de Nouvelle-Calédonie.

Cet article recense les îles de Nouvelle-Calédonie.

## Généralités
L'archipel de Nouvelle-Calédonie comprend sept îles principales :
- Grande Terre, 16 346 km2 (88 % de la superficie totale de l'archipel) et plus grande île française.
- Lifou, 1 146 km2
- Maré, 657 km2
- Île des Pins, 133 km2
- Ouvéa, 122 km2
- Île Art, 52,6 km2
- Île Walpole (Nouvelle-Calédonie), 2 km2

En plus de ces cinq îles, de nombreuses autres îles et îlots sont dispersés dans tout l'archipel.

## Liste

### Province Nord
- Grande-Terre (partie nord)

- Îles et récifs côtiers de la Province Nord :
- Îles et récifs de la côte est :
  - Île Baaba
  - Île Balabio
  - Île Pam

- Îles et récifs de la côte ouest :
  - Île Pingiane
  - Île Grimault

- Îles Belep :
  - Île Art
  - Île Dau Ac
  - Îles Daos du Nord
  - Île Neba
  - Île Pott
  - Île Yandé
  - Récif de Cook

### Province Sud

#### Moindou
Sur la commune de  Moindou :
- Île Mara
- Îlots Kundogi

#### La Foa
Sur la commune de La Foa :
- Île Isie
- Île Lebris
- Îlot Kôdùo

#### Boulouparis
Sur la commune de Boulouparis :
- Îles de la baie de Saint-Vincent : 
  - Île Puen
  - Île Léprédour ou Tehi
  - Île Ducos
  - Île Hugon
  - Îles Testard
  - Île Daussy
  - Île de la Pointe
  - Île Parseval
  - Île Verte
  - Île Layrle
  - Île Geoffroy
  - Île Ténia

#### Païta
Sur la commune de Païta :
- Île Page
- Île Longue
- Île Plate
- Île Mathieu
- Île Ndukué
- Îlot M'Bé
- Île Abu
- Île Moro
- Îlot Goldfield ou M'Boa
- Île Ange ou Tangué
- Île Ronde
- Îlot M'Ba
- Îlot M'Bo
- To Du

#### Dumbéa
Sur la commune de Dumbéa, dans la baie de Dumbéa :
- Île aux Chèvres (à ne pas confondre avec l'Île aux Chèvres situé au Canada) ou Dié

#### Nouméa
Sur la commune de Nouméa :
- Île aux Canards
- Île Freycinet
- Île Nou
- Îlot Maître
- Île Uéré
- Île Sainte-Marie ou Ngéa

#### Mont-Dore
Sur la commune de Mont-Dore :
- Île Bailly
- Île Charron
- Île Noé
- Île Porc-Épic
- Île Ouen
- Île Casy
- Île Montravel

#### Île des Pins
Sur la commune de l'Île des Pins :
- Île des Pins
- Île Ana
- Île Ami
- Île Brosse ou Mu
- Île Kûûmo
- Kôtomo
- Île Môrô
- Île Bayonnaise ou Xé Yé
- Île Nä nä
- Île Nuu powa
- Île Caanawa
- Île Lorette
- Île Kwa Wiiyèrè
- Île Réwiéré
- Île Mënorë

#### Yaté
Sur la commune de Yaté :
- Île Kié
- Île Améré
- Île Ndié
- Îlot Nouaré
- Île Nîê
- Île Néaé
- Île Nuu
- Île Porc-Épic

#### Thio
Sur la commune de Thio :
- Île Muru
- Île Tupeti
- Île Nèmu ou Saint-Thomas

### Îles Loyauté

#### Ouvéa
- Arc principal, du nord au sud :
  - Unyee
  - Ouvéa, principale île de la commune
  - Faiava
  - Mouli

- Pléiades du Nord ou Motu Oo Weneki, d'est en ouest :
  - Motu Niu
  - Motu Fatu
  - Motu Awa
  - Motu Waaünyi
  - Motu Veiloa
  - Hnyeekon Puu
  - Wenyöök
  - Hoo Loom
  - Île de la Table ou Hoo
  - Waadeü
  - Angeü
  - Jehuten
  - Les Jumeaux ou Laupuka
  - Île Haute
  - Anemëëc

- Pléiades du Sud ou Motu Oo Muli, du sud au nord :
  - Gece
  - Gee
  - Motu Waaünyi
  - Angemeec
  - Su
  - Üjeeteetr
  - Bagaat
  - Banya Sud
  - Banya Nord

- Île Beautemps-Beaupré ou Heo

#### Lifou
- Lifou, principale île de la commune
- Récif Jouan
- Tiga
- Île Vauvilliers (ou Nië)
- Île Oua
- Île Léliogat

#### Maré
- Maré, principale île de la commune
- Île Dudune

### Îles et récifs distants
- Récifs de l'Astrolabe
- Récif Pétrie
- Récifs d'Entrecasteaux :
  - Atoll de Huon
    - Île Huon

  - Atoll du Portail
  - Atoll de la Surprise
    - Île Fabre
    - Île Le Leizour
    - Île Surprise

  - Atoll Pelotas
  - Récif Guilbert
  - Récif du Mérite
- Îles Chesterfield
  - Îlots Avon
  - Île Bampton
  - Île Renard
  - Caye Skeleton
  - Islets Anchorage
  - Îlots du Mouillage
  - Récifs de Bellone
- Récif Fairway (Banc de Lansdowne)
- Île Walpole

### Souveraineté contestée
La souveraineté française sur les îles du sud-est de la Nouvelle-Calédonie, sur le sud du plateau des Nouvelles-Hébrides, est contestée par le Vanuatu. Cette zone comporte deux îles volcaniques inhabitées, le long de la ride de Hunter ainsi que plusieurs volcans et monts sous-marins :
- Île Hunter
- Île Matthew